# Ophiarachna incrassata
Ophiarachna incrassata är en ormstjärneart som först beskrevs av Jean-Baptiste Lamarck 1816.  Ophiarachna incrassata ingår i släktet Ophiarachna och familjen Ophiodermatidae. Inga underarter finns listade i Catalogue of Life.